# José Cuevas
José „Pipino“ Cuevas (* 27. Dezember 1957 in Santo Tomás de los Plátanos, Mexiko als José Isidro Cuevas González) ist ein ehemaliger mexikanischer Boxer.

## Profikarriere
Er wurde nach kurzer Amateurkarriere im Alter von erst 13 Jahren Profi und verlor bereits seinen Debütkampf (am 14. November 1971) durch KO. In weiteren vier seiner ersten zwölf Kämpfe war er nach Punkten unterlegen. In der Frühphase seiner Karriere zeigte er nur überdurchschnittliches Nehmerfähigkeiten und enorme Schlagkraft, vor allem mit dem linken Haken.
Ohne besonders gute Gegner geschlagen zu haben, bekam er am 17. Juli 1976 kurz nach einer weiteren, diesmal umstrittenen, Punktniederlage gegen Andy Price mit 18 Jahren gegen den Puerto-Ricaner Ángel Espada die Gelegenheit, den WBA-Titel zu gewinnen. Er schlug den seinerseits für sein Nehmerqualitäten bekannten Espada in der zweiten Runde drei Mal zu Boden und gewann schließlich durch technischen KO.
Er verteidigte den Titel zehn Mal erfolgreich, unter anderem gegen Miguel Ángel Campanino (der zu dem Zeitpunkt des Kampfes 32-mal hintereinander gewonnen hatte und eine Bilanz 84-4-4 aufwies), Billy Backus, Pete Ranzany, Harold Volbrecht, Clyde Gray und Scott Clark und zwei Rückkämpfe gegen Espada. Fast immer gewann er mit spektakulären Knockouts, nur mit Randy Shields hatte er größere Probleme.
Am 2. August 1980 traf er jedoch auf den ungeschlagenen Thomas Hearns, der ebenfalls Espada KO besiegt hatte und gegen ihn in seiner Heimatstadt Detroit durch TKO in Runde zwei gewann. Am 25. Juni 1981 gelang ihm noch ein spektakulärer KO-Sieg in Runde 1 über den amtierenden Europameister Jørgen Hansen, anschließend konnte er nicht mehr an seine frühere Leistungen anknüpfen und verlor bis zu seinem Karriereende 1989 acht von 16 Kämpfen, unter anderem gegen Roberto Durán. Mauricio Bravo (25-1) schlug er noch in der ersten Runde KO, aber eine weitere Titelchance bekam er nicht mehr.
Im Jahre 2001 wurde José Cuevas beschuldigt, mit dem organisierten Verbrechen in Verbindung zu stehen. Ein Jahr später wurde er freigesprochen. Im gleichen Jahr wurde er in die International Boxing Hall of Fame aufgenommen.